# Musica Holmiae
Musica Holmiae var en svensk ensemble för tidig musik, aktiv mellan tidigt 1960-tal och sent 1970-tal. Ensemblens kärna bestod av medlemmarna i Frydénkvartetten: Lars Frydén och Tullo Galli, violin, Björn Sjögren, viola och Bengt Ericson, violoncell, samt Göte Nylén på kontrabas och Anders Öhrwall på cembalo. De flesta var aktiva i Sveriges Radios symfoniorkester, och därifrån rekryterades fler musiker när behov av en större ensemble fanns, eller när man behövde ersättare.
Musiken man spelade var företrädesvis från åren 1500 till 1800. Flera mindre kända barocktonsättare, till exempel från Dübensamlingen, har fått sina verk spelade av Musica Holmiae, men man har också spelat svensk musik av Johan Helmich Roman och Heinrich Philip Johnsen.
Musiker som spelat i ensemblen vid olika tillfällen, utöver de ovan nämnda, är på violin: Bertil Orsin, Per Sandklef, Jan Sandborg, Stig Nilsson, Lars Stegenberg, Martin Bylund; på viola: Tullo Galli, Per Sandklef, Lars Brolin, Jouko Mansnérus, Håkan Roos; och på viola da gamba Jan Crafoord. Några få gånger har också Bo Fåhraeus, Per Öjebo eller Kari Ottesen spelat cello, Bo Hellman spelat kontrabas och Karl Göran Ehntorp eller Eva Nordenfeldt spelat cembalo.
Ensemblens inspelningar har alla gjorts av Sveriges Radio – över 100 verk – men mycket litet finns utgivet på skiva. Man har också ackompanjerat Alice Babs på skivan Elizabethan Love Songs (1971).

## Diskografi
- Barock på parnassen, SR Records RMLP 1107. 1968
- Barockoko, SR Records RELP 1178. 1972
- Musica Holmiae–Camerata Holmiae, HMV 061-35164. 1977
- Humorous and serious music,. BIS LP-134. 1979. Även på CD 1994.